# Suicide de Doona
Le suicide de Doona est le suicide d'une étudiante française le 23 septembre 2020 à Montpellier (Hérault), suivi d'une mobilisation étudiante. Femme trans, précaire, Doona Jué avait été menacée d'expulsion de sa résidence universitaire, au sein de laquelle elle subissait du harcèlement transphobe, et souffrait aussi de violences médicales.
La responsabilité du CROUS (œuvres universitaires) et du CHU est dénoncée. Doona Jué s'était plainte de menaces d'expulsion si elle tentait à nouveau de mettre fin à ses jours — menaces proférées quelques heures avant sa mort — ainsi que de violences reçues au service psychiatrique de l'hôpital. Les deux services démentent, le CROUS parle d'« accusations gratuites [et] abjectes ».
Après le drame s'ensuit une importante mobilisation menée par les syndicats étudiants contre la transphobie et la précarité dans l'Enseignement supérieur. À l'appel de Solidaires étudiant-e-s, une trentaine de rassemblements sont organisés devant des résidences du CROUS dans toute la France, sous le mot d'ordre « La précarité et la transphobie tuent ».

## Faits

### Situation
Doona Jué naît le 10 novembre 2000 à Ambérieu-en-Bugey (Ain). Originaire de Limoux (Aude), elle grandit dans une famille conservatrice. En 2020, elle entame une troisième année de licence de psychologie à l'université Paul-Valéry-Montpellier-III. Elle est logée dans une chambre de la résidence universitaire du Vert-Bois louée par le CROUS. Une amie à elle la décrit comme ayant des idéaux queer, anarchistes et révolutionnaires.
Vivant dans de mauvaises conditions au CROUS, mégenrée régulièrement et ne pouvant plus vivre dans les communs, elle ne souhaitait pas y retourner, affirmant même à une amie ne pas pouvoir y « survivre » une troisième année,. Toutefois, boursière et en situation de précarité,, elle n'a pas une situation financière qui lui permette de changer de logement.
Plusieurs de ses proches témoignent après sa mort qu'elle subissait régulièrement de la transphobie de la part du système médical et de l'administration, du harcèlement de rue et du cyberharcèlement, un grand nombre de micro-agressions et du mégenrage régulier,. Lesbienne, elle craignait aussi d'être rejetée parce que trans.

### Suicide
Doona Jué commet deux tentatives de suicide au cours de l'été 2020. Le 19 septembre 2020, à la suite d'une nouvelle tentative, elle passe la nuit au service des urgences psychiatriques du CHU de Montpellier. Elle s'enfuit des urgences le lendemain, « maltraitée et parce qu'elle a été témoin de violences médicales et policières » selon le témoignage d'une amie rapporté par la presse,. Elle récidive le 21 septembre. Déjà suivie, le CROUS la convoque le 23 septembre auprès d'une assistante sociale et d'un médecin du service universitaire afin de renforcer sa prise en charge médicale,. Elle affirme alors, dans une conversation privée avec une amie, avoir été menacée d'expulsion : « Si je refais un geste suicidaire ou du moins un geste dangereux pour les autres… [...] Mais je pense que même un geste suicidaire, ils me dégagent. », ce qu'elle tweete ensuite publiquement.
L'après-midi du 23 septembre, après avoir envoyé un dernier message à ses amis, Doona Jué se jette sous un train en gare de Montpellier-Saint-Roch. Elle avait 19 ans.

## Responsabilité du CROUS et du CHU

### Témoignages
Dès le jour de sa mort, une amie de Doona Jué témoigne sur Twitter. Elle met en cause la responsabilité du CROUS comme des urgences psychiatriques du CHU de Montpellier : 

« Tout est arrivé en 5 jours. Samedi dernier, Doona a traversé une crise suicidaire [...], elle est emmenée aux urgences. Parce que c'est les urgences, parce qu'elle est trans, on la traite mal. Mal soignée, témoin d'autres cas de maltraitance médicale, elle s'enfuit. Lundi, elle a de nouveau une crise suicidaire. Elle choisit de ne pas contacter les urgences et demande des soutiens sur Twitter. [...] Mercredi, elle écrit des messages inquiétants [...]. Elle refuse de voir un médecin. Trop de mauvaises expériences psychophobes et transphobes. Elle coupe tout. [...] Le jour de sa mort, le CROUS lui a explicitement dit qu'elle perdrait son logement si elle faisait une autre crise suicidaire. »

 Les syndicats Solidaires étudiant-e-s Montpellier, SUD Recherche EPST et SCUM (rattaché à L'Alternative), ainsi que plusieurs organisations parmi lesquelles l'UEC Montpellier, reprennent ce témoignage, avec d'autres, dans un communiqué unitaire publié le 24 septembre. Ils dénoncent une « transphobie institutionnelle » émanant des services du CROUS et du CHU et appellent à une première mobilisation locale,,. Dans un courrier adressé à la direction du CROUS de Montpellier-Occitanie, le SCUM dénonce du « mépris » et de l'« infantilisation » dans la gestion de son cas,.
Sur les réseaux sociaux, les hashtags #SoutienDoona et #CROUSAssassin sont dès lors largement relayés,. Les propos du personnel du CROUS, quelques heures avant son suicide, sont particulièrement mis en avant et dénoncés,,,.

### Dénégations
Le CROUS Montpellier-Occitanie, tout en adressant ses condoléances, confirme par un communiqué le suivi psychologique de Doona Jué, mais nie les faits reprochés,. Il évoque des « accusations gratuites [...] simplement abjectes ». Le CHU de Montpellier dément à son tour,,. Le CROUS mentionne dans sa réponse qu'« elle n'allait pas bien », sans évoquer ni la précarité ni la transphobie qu'elle subissait. Après ces déclarations, les syndicats ne retranchent pas leur position.
Le 28 septembre, le CROUS annonce une réunion de travail avec les représentants étudiants dans le but d'« élaborer un plan de lutte contre toutes les discriminations ». Elle aboutit à la création d'un groupe de travail qui doit mettre en œuvre des commissions sur les discriminations au sein du CROUS.

## Mobilisation

### Rassemblements

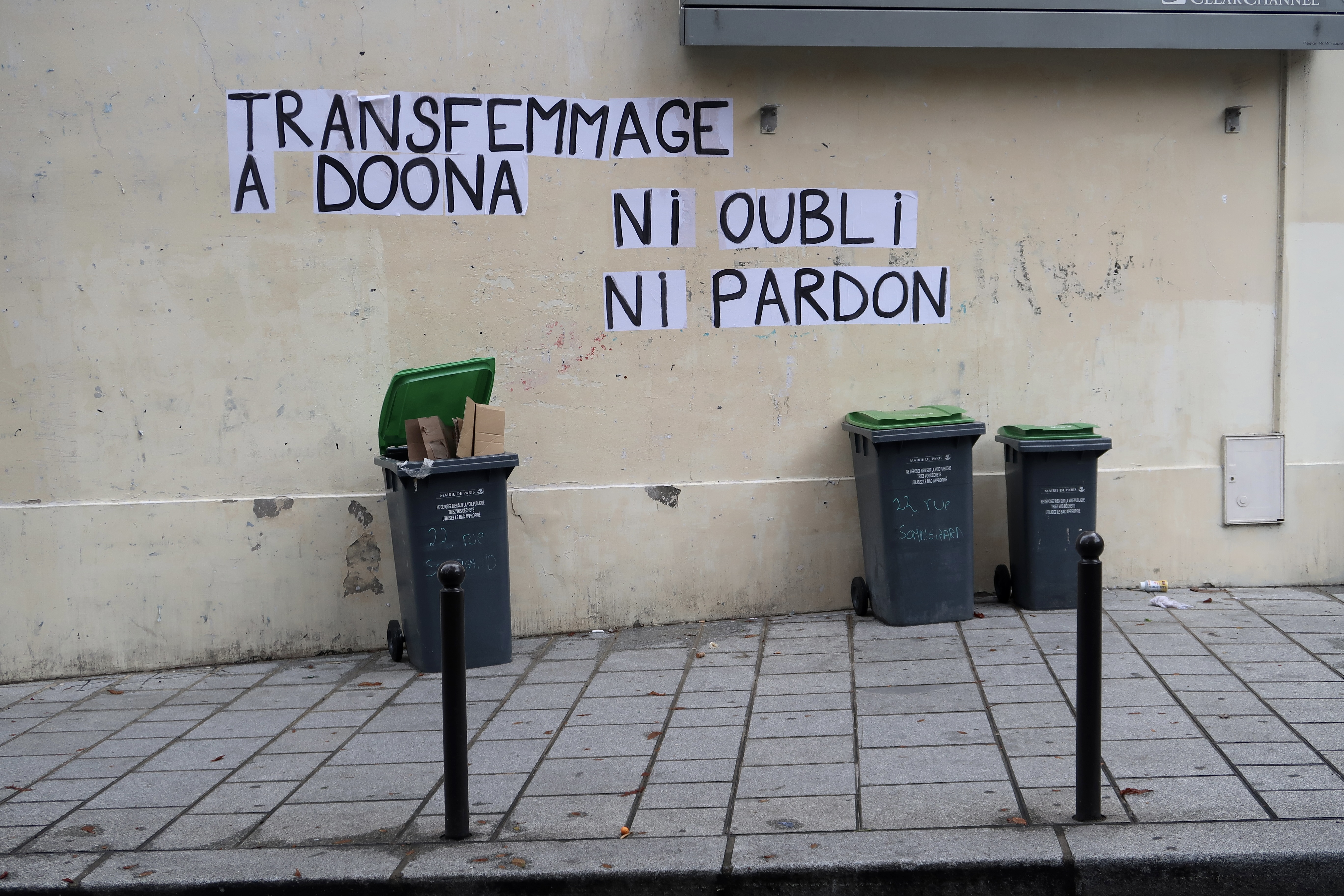
Ni oubli ni pardon. Collage féministe à Paris, en 2020.

Deux jours après les faits, la fédération syndicale Solidaires étudiant-e-s appelle à se rassembler à partir du lundi 28 septembre devant tous les CROUS de France,, derrière le mot d'ordre « La précarité et la transphobie tuent »,.

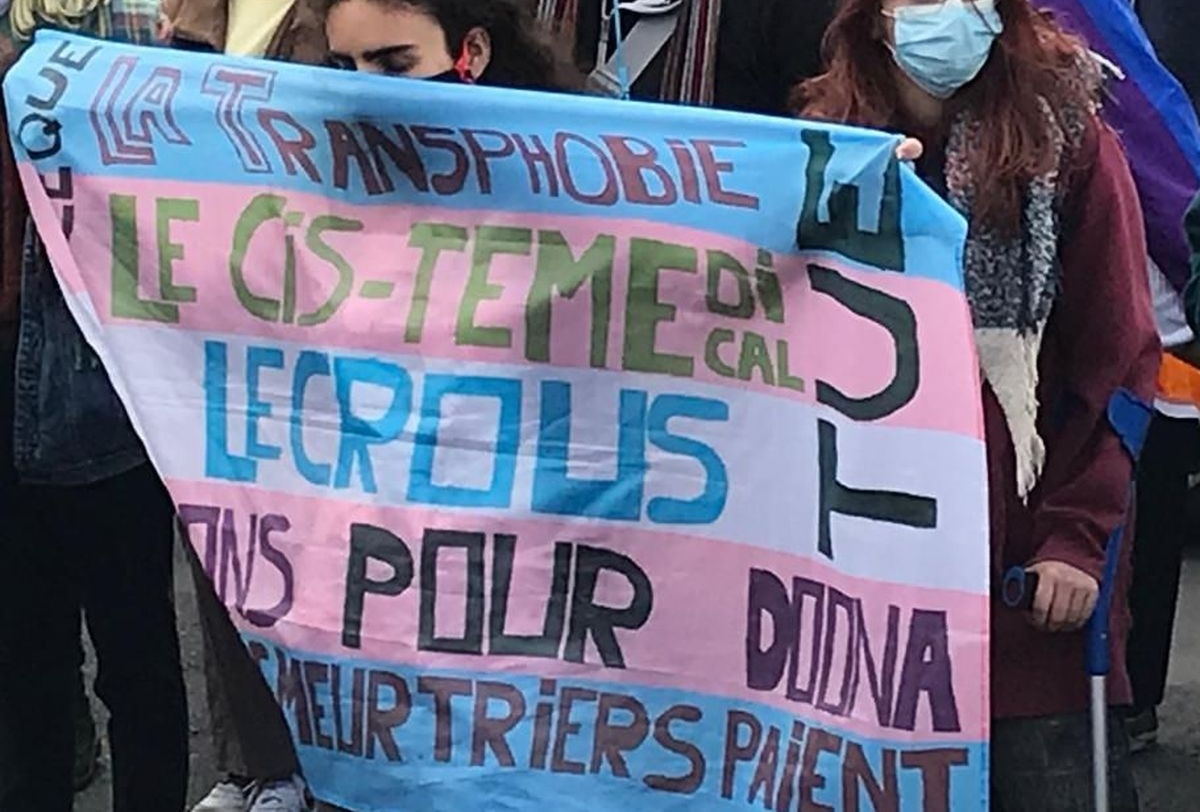
Banderole présente lors du rassemblement à Montpellier.

Des rassemblements sont organisés dans une trentaine de villes,,,. À Montpellier, 200 à 300 personnes sont réunies selon la presse,,. De nombreuses personnes trans prennent la parole pour témoigner de violences transphobes puis la manifestation se rend auprès de l'hôpital et de sa résidence,. Des tags en sa mémoire demeurent aux alentours du site universitaire. L'association LGBTI Fiertés Montpellier Pride préfère appeler à son propre rassemblement, sur le lieu de la mort de Doona Jué, mais n'y est pas présente. Une trentaine de personnes s'y rassemblent tout de même.
Entre autres, à Paris, le rassemblement compte cent-cinquante personnes, à Lyon plus de deux cents personnes, à Grenoble une centaine, à Clermont-Ferrand une quarantaine.

### Mise en lumière de la précarité étudiante
Le suicide de Doona Jué met en lumière la situation de la précarité étudiante, à l'instar de la tentative de suicide d'Anas Kournif en 2019,. Un an plus tôt, la tentative d'auto-immolation de cet étudiant devant le CROUS de Lyon, qui souhaitait dénoncer la précarité étudiante, avait été le point de départ d'une première mobilisation,. La précarité étudiante est désignée comme en partie responsable du suicide de Doona Jué par la mobilisation étudiante qui suit les évènements. Selon une étude de 2019, 20 % des étudiants vivent sous le seuil de pauvreté. C'est cette précarité qui a empêché Doona Jué de quitter la résidence du CROUS, et, en cas d'une expulsion, elle s'exposait à des discriminations à l'accès au logement. Le bail en logement CROUS n'étant pas un bail de droit commun, l'établissement dispose de possibilités d'expulsions plus aisées.
Dans le communiqué unitaire local, les organisations dénoncent « l'État, à travers le CROUS, [qui] précarise les étudiant-e-s, dégrade leur santé mentale, parfois jusqu'au suicide. Nous demandons la justice pour Doona, comme nous l'avions déjà exigé pour notre camarade lyonnais. » Ils revendiquent des mesures contre la transphobie et la précarité, parmi lesquelles : « la formation des personnels CROUS et hospitaliers aux questions LGBTI+ et relatives à la santé mentale, l'impossibilité pour le CROUS d'exclure les étudiant-e-s de leurs logements (avec la transformation des droits d'occupations en baux de droits communs) [...], ainsi qu'un fond d'aide aux personnes trans. »

## Réception médiatique
La couverture médiatique des premiers jours mégenre la victime (c'est-à-dire présente Doona Jué comme un homme), avant de corriger les titres et les articles sous la pression de nombreux messages de personnes trans sur les réseaux sociaux.
Trois mois après l'affaire du suicide de Doona Jué, à Lille, Avril Mabchour (aussi connue sous le prénom de Fouad), se suicide quelques jours après avoir été exclue d'un cours de son lycée pour le port d'une jupe. Ce nouveau suicide, aux circonstances similaires, provoque un émoi plus important, avec des réactions politiques et une médiatisation nationale conséquente. Interrogée par l'Association des journalistes LGBT, la militante trans Jena Selle « n'explique pas cette différence » de réaction. Si ce n'est, probablement, qu'après les suicides de deux amies, Mathilde et Laura, en juin 2020, puis celui de Doona Jué, déjà mieux médiatisé, en septembre, « la presse prête un peu plus attention aux victimes de la transphobie »,.